# Routelle
Routelle ist eine Ortschaft und eine Commune déléguée in der französischen Gemeinde Osselle-Routelle mit 511 Einwohnern (Stand 1. Januar 2022) im Département Doubs in der Region Bourgogne-Franche-Comté. 

## Geographie
Routelle liegt auf 220 m, etwa 15 Kilometer südwestlich der Stadt Besançon (Luftlinie). Das Dorf erstreckt sich am westlichen Rand des Juras und am nördlichen Talrand des Doubs, der hier in die Saône-Ebene hinaustritt.
Die Fläche des 3,06 km² großen Gebiets der Commune déléguée umfasst einen Abschnitt des Doubstals. Die südliche Grenze verläuft entlang dem Doubs, der hier durch eine ungefähr einen Kilometer breite Talniederung nach Westen fließt. Vom Flusslauf erstreckt sich das Gebiet der Commune déléguée nordwärts über die flache Talaue, in der sich auch der Rhein-Rhône-Kanal befindet, bis in die angrenzende, leicht gewellte Landschaft zwischen Doubs und Ognon. Das Gebiet wird teils als Acker- und Wiesland genutzt, teils ist es mit Wald bestanden (Bois d’Ambre im Nordwesten, Bois du Gîte im Osten). Mit einem schmalen Streifen reicht der Boden der Commune déléguée nach Südosten auf einen Hügel des Grand Bois, auf dem mit 358 m die höchste Erhebung von Routelle erreicht wird.
Nachbarorte von Routelle sind Velesmes-Essarts im Norden, Torpes im Osten, Osselle und Roset-Fluans im Süden sowie Saint-Vit im Westen.

## Geschichte
Routelle wird im 16. Jahrhundert unter den Namen Rotel, Rotelle und Rothelle erwähnt. Zusammen mit der Franche-Comté gelangte das Dorf mit dem Frieden von Nimwegen 1678 definitiv an Frankreich.
Sie wurde durch ein Dekret vom 21. Dezember 2015 mit Wirkung vom 1. Januar 2016 mit Osselle zur Commune nouvelle Osselle-Routelle zusammengelegt.

## Sehenswürdigkeiten

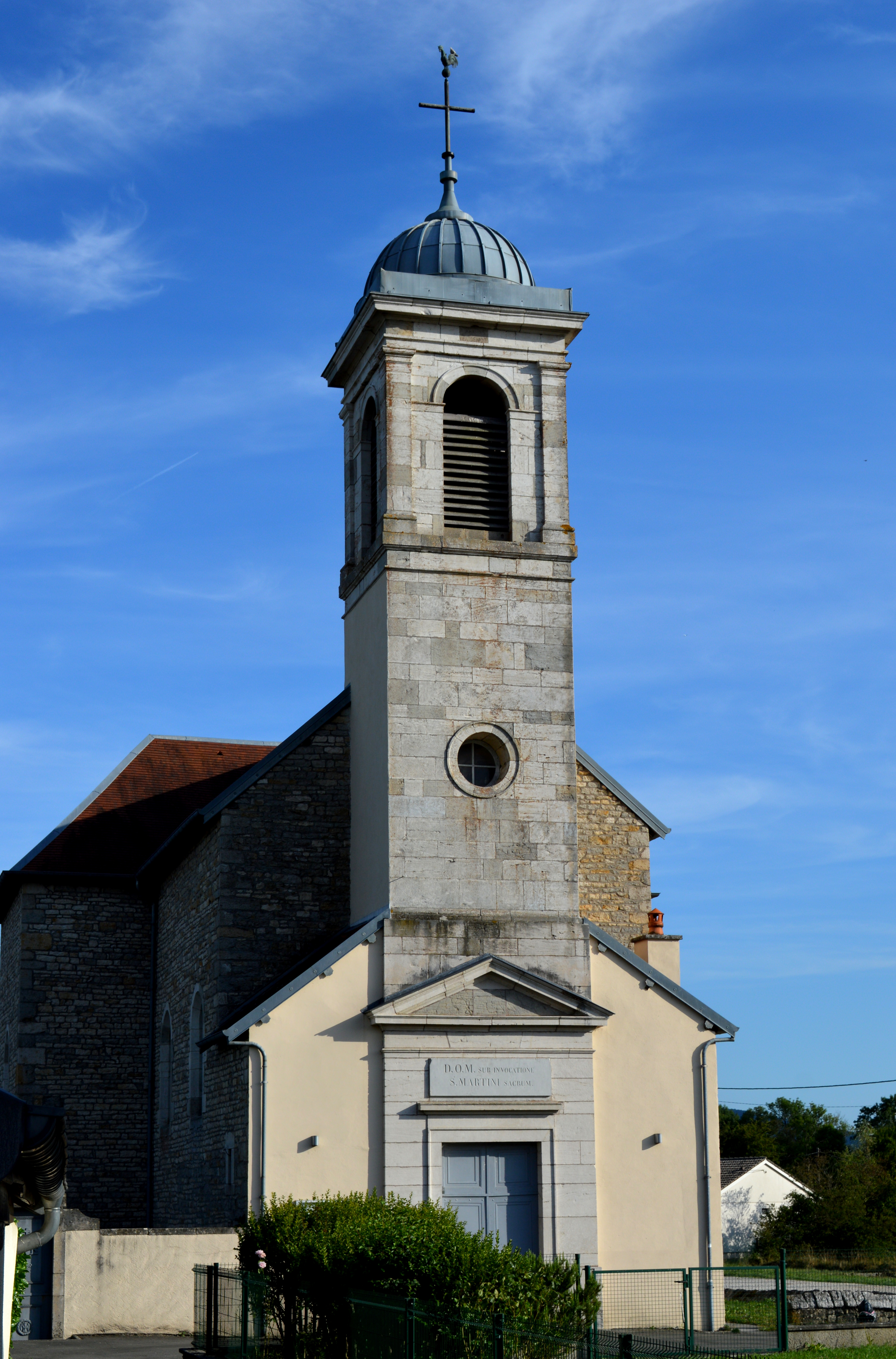
Kirche Saint-Martin

Die Dorfkirche Saint-Martin in Routelle wurde 1844 erbaut und 1879 restauriert. Westlich des Dorfes, an einem kurzen Seitenbach des Doubs, befindet sich die Mühle Moulin du Ringeard.

## Bevölkerung
| Bevölkerungsentwicklung | Bevölkerungsentwicklung |
| Jahr                    | Einwohner               |
| ----------------------- | ----------------------- |
| 1962                    | 123                     |
| 1968                    | 126                     |
| 1975                    | 170                     |
| 1982                    | 285                     |
| 1990                    | 370                     |
| 1999                    | 473                     |
| 2005                    | 456                     |
| 2016                    | 501                     |

Mit zuletzt 501 Einwohnern (Stand 1. Januar 2016) gehörte Routelle zu den kleinen Gemeinden des Départements Doubs. Nachdem die Einwohnerzahl in der ersten Hälfte des 20. Jahrhunderts deutlich abgenommen hatte (1881 wurden noch 262 Personen gezählt), wurde seit Beginn der 1970er Jahre ein markantes Bevölkerungswachstum verzeichnet. Danach, bis zur Auflösung der Gemeinde, hat sich die Einwohnerzahl vervierfacht.

## Wirtschaft und Infrastruktur
Routelle war bis weit ins 20. Jahrhundert hinein ein vorwiegend durch die Landwirtschaft (Ackerbau, Obstbau und Viehzucht) und die Forstwirtschaft geprägtes Dorf. Daneben gibt es heute verschiedene Betriebe des lokalen Kleingewerbes. Mittlerweile hat sich das Dorf auch zu einer Wohngemeinde gewandelt. Viele Erwerbstätige sind Wegpendler, die in der Agglomeration Besançon ihrer Arbeit nachgehen.
Die Ortschaft liegt abseits der größeren Durchgangsstraßen an einer Departementsstraße, die von Saint-Vit nach Quingey führt. Der nächste Anschluss an die Autobahn A36 befindet sich in einer Entfernung von ungefähr zwölf Kilometern. Weitere Straßenverbindungen bestehen mit Grandfontaine und Torpes.